# Jacobello del Fiore
Jacobello del Fiore, född omkring 1370, död 1439, var en italiensk konstnär.
Fiore var verksam i Venedig. 1415 utförde han det stora Markuslejonet i Dogepalatset och blev samma år ledare för målargillet, Gastaldo dei pittori. Hans främsta huvudarbete är Justitia mellan ärkeänglarna, målad 1421 till Dogepalatset, nu i Gallerie dell'Accademia i Venedig. Fiores färg är hård och kall, men han hade en för sin tid ovanlig förmåga att naturtroget avbilda människokroppen. Hans största finess är den dekorativa finess, men vilken han förstod att behandla de sengotiska formerna.